# 에티오피아-케냐 관계
에티오피아-케냐 관계는 에티오피아와 케냐 간의 양자 관계이다. 두 나라는 주로 무역 관계를 유지하고 있다.

## 역사
에티오피아는 1907년, 동아프리카 보호령 내 영국 식민지 행정부와 처음으로 외교 관계를 수립하였다. 이 시기에 양국 간 국경이 최초로 설정되었으며, 이후 1947년에 추가로 명확히 규정되었고, 1950년~1955년 사이에 공식적으로 경계가 확정되었다.
1954년, 에티오피아는 케냐에 명예 총영사관을 설치함으로써 식민지 행정부와의 외교 관계를 공식적으로 수립하였다.
에티오피아가 이탈리아에 의해 점령당한 시기 동안, 에티오피아군은 영국령 케냐 영토 내에서 작전을 펼치며 보급품을 확보하였다. 한편, 케냐의 반식민 저항 단체였던 케냐 토지자유군은 독립 투쟁 기간 동안 에티오피아 영토 내에서도 활동하였다.
1961년, 케냐가 아직 영국의 식민지였던 시절, 에티오피아는 케냐에 초대 대사를 임명하였다. 이에 대응하여 케냐는 6년 후인 1967년, 아디스아바바에 대사관을 개설하였다.
1964년, 에티오피아와 케냐는 방위 협정을 체결하였으며, 이 협정은 현재까지도 유지되고 있다. 해당 협정은 소말리아와의 관계에서 전략적 의미를 가지며, 양국 내 소말리계 인구가 거주하는 영토 문제와 관련이 있다.
케냐가 독립한 이후, 양국은 공동 각료급 협의 위원회를 구성하여 국경 문제를 재검토하였고, 이에 따라 1970년에 관련 조약이 체결되었다.

## 협력
2018년, 에티오피아와 케냐 양국 정상 간 회담을 통해 주요 협력 분야에 대한 합의가 이루어졌다. 합의된 핵심 분야는 농업, 관광, 합동 군사 훈련, 교통 및 인프라 개발 등으로, 특히 LAPSSET 회랑, 에티오피아–케냐 전력 연계 송전선, 모얄레 공동도시 및 경제특구 조성이 포함되었다.
또한, 에티오피아 항공과 케냐 항공 간의 협력 강화도 논의되었다.
양국은 소말리아에서의 AMISOM의 일환으로 안보 파트너 관계를 유지하고 있다.